# Адвантивная игра
Адванти́вная игра (англ. advantage — 'преимущество') — общее название игр против казино с положительным математическим ожиданием, то есть игр, где при следовании определенной стратегии игрок может получить постоянное или временное математическое преимущество над игорным заведением.
В правилах большинства игр, которые казино во всем мире предлагают своим клиентам, заложено определенное математическое преимущество казино, которое составляет, как правило, от 1 % до 30 % и более. Однако в ряде игр игрок благодаря следованию определенной стратегии игры может сильно уменьшить шансы казино либо сделать их равными с шансами игроков, а в некоторых случаях даже получить небольшое математическое преимущество над казино. Последние и относятся к категории адвантивных игр. Однако преимущество над казино при игре в адвантивные игры возможно получить только при неукоснительном следовании специальным игровым стратегиям, которые рассчитываются на основе теории вероятностей и достаточно сложны для простых любителей, которые играют в казино с целью развлечения.
Адвантивные игры породили целый класс игроков-профессионалов, которые сделали игру в казино для себя не развлечением, а работой. Владельцам и менеджерам казино отлично известно о выгоде, которую могут извлечь из адвантивных игр для себя игроки, однако потери казино от игры профессиональных игроков почти всегда окупаются за счет большого количества игроков-любителей, которых адвантивные игры привлекают возможностью получения математического преимущества над казино, но которые не имеют достаточных навыков либо терпения для следования необходимым игровым стратегиям, которые являются достаточно сложными для рядового игрока.
Хотя адвантивные игры и дают игроку математическое преимущество над казино, оно обычно невелико (от 0,1 % до 2 %) и может быть реализовано только при так называемой долгой игре (как правило, несколько тысяч партий), в связи с чем адвантивный игрок должен обладать необходимым начальным капиталом, усидчивостью и внимательностью, поскольку любая ошибка в игровой стратегии, вызванная усталостью или невнимательностью, может свести на нет все преимущество игрока.
Адвантивный игрок должен обладать хладнокровием, поскольку любая стратегия по достижении успеха в подобных играх предусматривает возможность так называемых отрицательных периодов игры, когда игрок находится в проигрыше. При долгой игре с использованием правильной стратегии адвантивной игры игрок в конечном итоге неминуемо окажется в выигрыше, что обусловлено теорией вероятностей, однако при нахождении в отрицательном периоде игрок может потерять хладнокровие, изменив размер ставок или свои действия во время игры, что, как правило, ведет к отступлению от стратегии адвантивной игры и проигрышу. Такая ситуация отображена в фильме «Двадцать одно».
Наиболее известными адвантивными играми являются блек-джек (при правильной стратегии дает игроку преимущество от 0.1 до 1,5 % над казино) и некоторые разновидности покера (от 0,1 % до 2 %). К адвантивным относятся обычно наиболее сложные для математического анализа игры.
Не адвантивными являются используемые в казино игры с легко просчитываемом математическим преимуществом казино — такие как рулетка, крэпс или казино вар.
Игра в казино может стать адвантивной за счёт специальных правил (бонусов), которые казино вводят, чтобы привлечь клиентов. Например, некоторые казино возвращают какую то долю (обычно от 10 до 20 процентов) суммарного проигрыша за какой то период. С использованием этого правила можно сделать адвантивной почти любую игру казино, если за один период играть ровно одну игру.